# Jacqueline Monsigny
Pour les articles homonymes, voir Monsigny.
Jacqueline Monsigny, pseudonyme de Jacqueline Rollet, née le 22 mars 1931 dans le 6e arrondissement de Paris et morte le 15 août 2017 à Clamart, est une romancière, scénariste, actrice et animatrice de télévision française.

## Biographie
Jacqueline Rollet est la fille de Charles Rollet, ingénieur (chevalier de la Légion d'honneur et croix de guerre) et de Noémi Lepelletier. Après des études secondaires, elle obtient une licence d’histoire. Elle s’inscrit aux cours de Tania Balachova, puis joue au théâtre dans de nombreuses pièces et prend le nom de scène de Jacqueline Monsigny.
Dans les années 1960, elle participe au célèbre feuilleton radiophonique La Famille Duraton, y interprétant Jacqueline Duraton. Parallèlement, elle mène une carrière à la télévision en participant, souvent avec sa partenaire Marie-Blanche Vergne, à toutes les formes d’émissions (environ 1 000) aussi bien dramatiques, en direct, kinescopées, magnétoscopées, variétés, reportages, grands « directs », émissions sportives, et même médicales. À des jeux, des interviews et téléfilms, etc.
En 1963, elle enregistre avec Marie-Blanche Vergne un 45 tours de quatre chansons avec le pianiste Hubert Degex et son orchestre : Deux amies de la T.V. chantent pour vous.
Régulièrement durant les années 1960 sur la première chaîne de l'ORTF, elle présente également en compagnie de Marcel Fort l'émission 1, 2, 3 en piste ! un programme destiné à la jeunesse et réalisé depuis le cirque Jean Richard.
En 1968, à la suite d’un chômage forcé durant des événements de mai, elle entreprend d'écrire son premier roman historique et se consacre totalement à l'écriture à partir de 1970. En 2002, elle publie une biographie de Grace de Monaco, dont elle était une amie intime. Elle a écrit une cinquantaine de livres — notamment la La Saga des Hautefort — ainsi que des scénarios, dont celui de Michigan Melodie, qui réalise l'une des meilleures audiences de TF1 en 1987. Son mari, le comédien Edward Meeks, y tient le premier rôle masculin.

### Vie privée

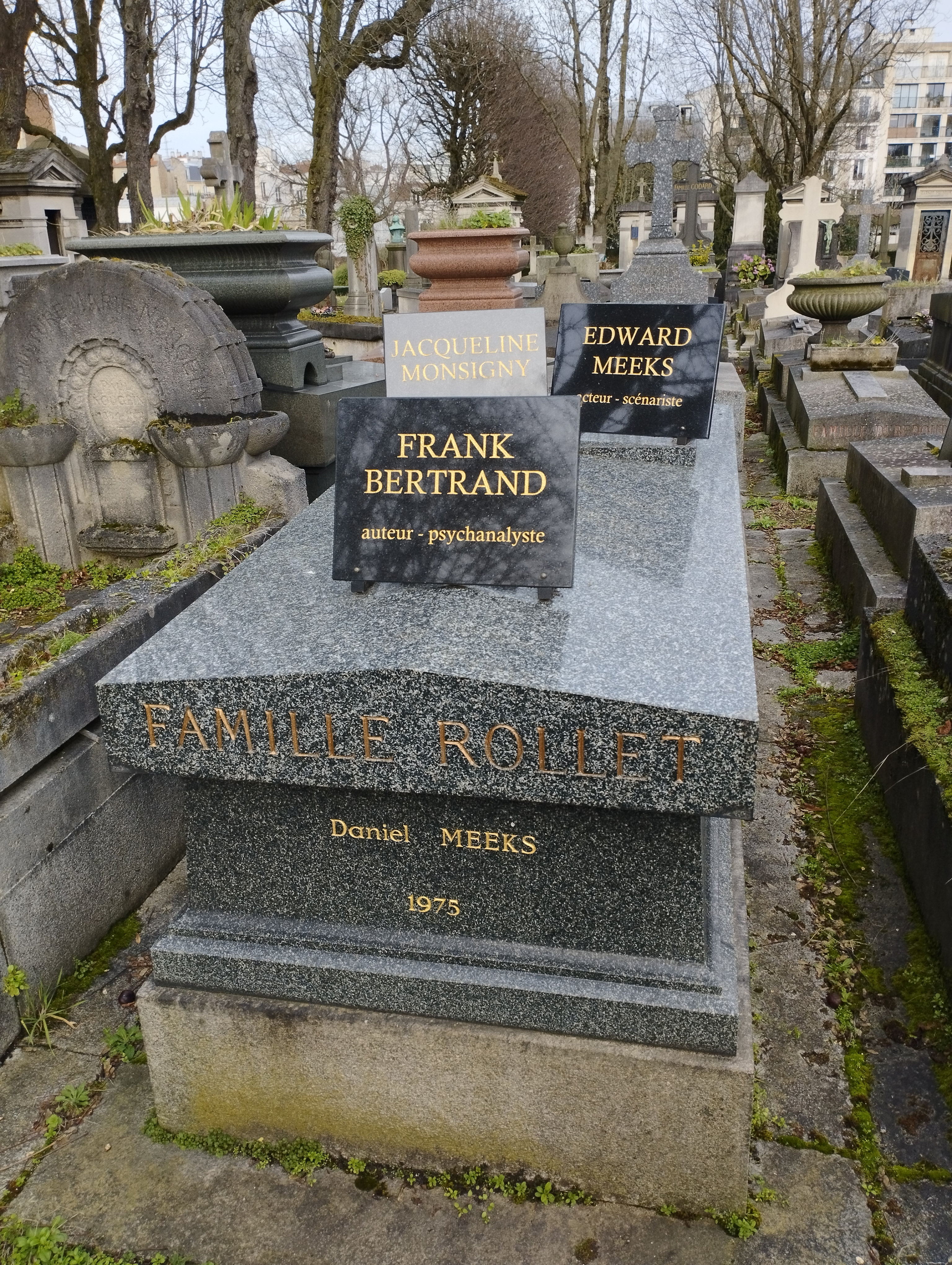
Tombe de Jacqueline Monsigny et d'Edward Meeks au cimetière du Père-Lachaise (division 85).

Divorcée de Louis Bertrand et de François Chatel, Jacqueline Monsigny a deux enfants,  Frank Bertrand et Thibaut Chatel (avec lequel elle écrivait pour des séries d'animation à partir des années 1990, comme Kangoo ou Magic Planet), elle épouse le comédien américain Edward Meeks en 1972 qu'elle a rencontré en 1969 au Festival de télévision de Monte-Carlo.
Jacqueline Monsigny est enterrée au cimetière du Père-Lachaise dans le 85e division (caveau de la famille Rollet).

## Théâtre
- 1953 : Les Invités du bon Dieu d'Armand Salacrou, mise en scène Yves Robert, théâtre Saint-Georges
- Bel-Ami de Frédéric Dard d'après Guy de Maupassant, mise en scène Jean Darcante, théâtre de la Renaissance
- 1954 : Bel-Ami de Frédéric Dard d'après Guy de Maupassant, mise en scène Jean Darcante, théâtre des Célestins
- 1955 : Il y a longtemps que je t'aime de Jacques Deval, mise en scène Jean Le Poulain, théâtre Édouard VII
- 1955 : Le Mal d'amour de Marcel Achard, mise en scène François Périer, théâtre de la Michodière
- La Petite Catherine - théâtre des Bouffes-Parisiens (A. Savoir)
- La Maison Carrée - théâtre des Noctambules (Y. Dominique)
- Cache-toi vilain - théâtre des Capucines (comédie musicale, J. Floran - F. Chatel)
- Le Songe d'une nuit d'été - théâtre Romain de Fourvières (W. Shakespeare)

## Filmographie

### Actrice

#### Cinéma
- 1952 : Les Sept Péchés capitaux d'Yves Allégret, épisode La Paresse
- 1952 : Adorables Créatures
- 1953 : Dortoir des grandes : Rose-Christine
- 1954 : Escalier de service : Une copine de Léo
- 1961 : Les Livreurs de Jean Girault
- 1962 : L'Anglaise
- 1963 : Les Veinards : Laura Boisselier (segment "Le manteau de vison")
- 1965 : La Dame de pique : Marie-Antoinette
- 1966 : Martin Soldat : Mme Dural

#### Télévision

##### Séries télévisées
- 1956 : En direct de... : narratrice
- 1961 : Le Théâtre de la jeunesse : Le Capitaine Fracasse d'après Le Capitaine Fracasse de Théophile Gautier, réalisation François Chatel : Isabelle
- 1962-1963 : L'Europe en chantant : première journaliste
- 1966 : Sérieux s'abstenir : elle-même
- 2006 : C'est bon pour le moral : elle-même

##### Téléfilms
- 1954 : Lady Warner a disparu
- 1955 : L'assassin a pris le métro : Marie
- 1962 : En passant par Paris
- 1962 : La Lettre dans un taxi de François Chatel d'après Louise de Vilmorin : Gilberte
- 1962 : Passe-temps
- 1963 : The Passing Show of 1963 : elle-même
- 1966 : Palpitations
- 1972 : Kean: Un roi de théâtre : Mrs Clarke

#### Documentaires
- 2015 : Les Couples mythiques du cinéma : elle-même
- 2015 : Grace Kelly, une femme libre : elle-même

### Scénariste
- 1990 : Michigan mélodie (téléfilm)
- 1998 : Kangoo
- 1998 : S.O.S. Croco!
- 1999 : Triple Z
- 2000 : Chris Colorado
- 2006 : Les Copains de la forêt

## Musique

### Comédies musicales
- Il suffit d'un amour
- Le Bal des deux vagabonds

## Autres
- Ondine de Jean Giraudoux
- La 8e femme de Barbe bleue (A. Savoir)
- Le Bal du lieutenant Helt (G. Arout)
- Les Chevaliers de la Table ronde (Jean Cocteau)
- Le Crime de lord Arthur Saville (Oscar Wilde)
- Les Contes de ma mère l'Oye
- Les Imbéciles heureux (A. Maheux)
- L'Ingénue de Madrid (A. Maheux)
- Frantz (Kl. Haedens)
- Les Traques (J.A. Lacour)
- Kean (M. Moussy)
- En direct de Pargue
- Allo, la Terre
- Souviens-toi, ma jolie (Y. Audouard) (série)
- Télé-dimanche (variétés)
- Les animaux du monde
- La caméra invisible (environ 10 ou 15 émissions-sketches)
- Histoire d'amour de l'histoire de France
- Sérieux s'abstenir
- Passing show (J.C. Averty)
- On ne peut pas tout savoir
- Samedi et cie
- À vous de jouer
- Douce France (environ 25 ou 30 émissions)
- En piste !

## Publications

### Série Floris
1. Floris, mon Amour, Grasset, 1970, réédité sous le titre de Floris, fils du Tsar, Archipoche, 2009
2. Floris, le Cavalier de Petersbourg, Grasset, 1972
3. La Belle de la Louisiane, Grasset, 1973
4. Les Amants du Mississippi, Grasset, 1974

### Série Freddy Ravage (collection jeunesse)
1. Freddy Ravage passe à l'attaque, Unide, 1975
2. Freddy Ravage et les Diplodocus, Unide, 1976
3. Freddy Ravage et la Ville Dorée, Unide, 1976
4. Freddy Ravage et les Karatekas, Unide, 1976
5. Freddy Ravage contre les Agents secrets, Unide, 1976
6. Freddy Ravage prisonnier des Pharaons, Unide, 1976

### Série Zéphyrine
1. Divine Zéphyrine, Grasset, 1983
2. Princesse Renaissance, Grasset, 1984
3. La Rose de Sang, Grasset, 1985

### Série Hautefort
La saga de Hautefort est inspiré de la famille de Jacqueline Monsigny[réf. nécessaire]
1. Le Maître de Hautefort, J'ai lu, 1993
2. La Dame du bocage, J'ai lu, 1995
3. La Tour de l'orgueil, J'ai lu, 1996

### Autres romans
- Le Miroir aux pingouins, Éditions Robert Laffont 1975
- L'Amour Dingue, J'ai lu, 1979
- Un mariage à la carte, J'ai lu, 1980
- Les Nuits du Bengale, J'ai lu, 1981
- Le Palais du désert, J'ai lu, 1982
- Le Roi sans couronne, J'ai lu, 1986
- Toutes les vies mènent à Rome, J'ai lu, 1987
- Les Lionnes de Saint-Tropez, J'ai lu, 1989
- Gulf Stream, J'ai lu, 1991
- Lorenzo le Magnifique, J'ai lu, 1996
- Soir de première, J'ai lu, 1997
- La Cousine du roi, J'ai lu, 1999
- Hollywood Machine, Éditions Jean-Claude Lattès, 2002
- Chère Princesse Grace, Michel Lafon, 2002
- Les filles du tsar : Marie ou les tourbillons du destin, Neuilly-sur-Seine, Michel Lafon, 2003, 389 p. (ISBN 2-84098-923-9)
- Bianca la rebelle, Éditions du Rocher, 2003
- Moi Jackie Kennedy, Michel Lafon, 2004 en collaboration avec Frank Bertrand
- La Maison Rouge, Éditions du Rocher, 2004 en collaboration avec Thibaut Chatel
- Moi Elizabeth II, reine d'Angleterre, Michel Lafon, 2005 en collaboration avec Frank Bertrand
- Le roman de Hollywood, Éditions du Rocher, 2006 en collaboration avec Edward Meeks
- Le roman du Festival de Cannes, Éditions du Rocher, 2007 en collaboration avec Edward Meeks
- Laura Bush : Pourquoi j’ai épousé ce con ?, Michel Lafon, 2008 en collaboration avec Frank Bertrand
- La Viking – Princesse des glaces, Edit-Plus, 2008
- Soleil rouge à Saint-Trop' et I love you chéri, Éditions Vaillant, 2011
- Les Filles du tsar, survivantes à la Révolution ?, Éditions Vaillant, 2013, préface de Gonzague Saint-Bris.